# Sofía Leonor de Hesse-Darmstadt
Sofía Leonor de Hesse-Darmstadt (en alemán, Sophie Eleonore von Hessen-Darmstadt; Darmstadt, 7 de enero de 1634-Bingenheim, 7 de octubre de 1663) fue una noble alemana de la Casa de Hesse y, por matrimonio, landgravina de Hesse-Homburg. 

## Biografía
Sofía Leonor era una hija del landgrave Jorge II de Hesse-Darmstadt (1605-1661) y de su esposa, Sofía Leonor de Sajonia (1609-1671), hija del elector Juan Jorge I de Sajonia y de Magdalena Sibila de Prusia. 
Se casó el 21 de abril de 1650 en Darmstadt, con su primo, el landgrave Guillermo Cristóbal de Hesse-Homburg (1625-1681). Con motivo de su boda, se alojó en el Castillo Bingenheim. Guillermo Cristóbal prefirió residir allí en vez de su antigua residencia, Homburg, donde vivía con su familia a menudo, por lo que también fue llamado Landgrave de Hesse-Bingenheim. Con sujeción a la soberanía del país, los descendientes varones de Cristóbal Guillermo y Sofía Leonor murieron, solo sobrevivieron dos hijas del matrimonio. 
Después de la muerte de Guillermo Cristóbal, quedó la controversia entre Bingenheim, Hesse-Darmstadt y Hesse-Homburg, que finalmente la regente de Hesse-Darmstadt, Isabel Dorotea, podría decidir. 

## Descendencia
De su matrimonio Sofía Leonor tuvo los siguientes hijos: 
- Federico, landgrave hereditario de Hesse-Homburg (Darmstadt, 12 de marzo de 1651 - Homburg v.d.Höhe, 27 de julio de 1651).
- Cristina Guillermina (Bingenheim, 30 de junio de 1653 - Grabow, 16 de mayo de 1722), se casó con Federico de Mecklemburgo-Grabow.
- Leopoldo Jorge (Bingenheim, 25 de octubre de 1654 - Castillo de Gravenstein, Schleswig-Holstein, 26 de febrero de 1678), murió soltero.
- Federico (Bingenheim, 5 de septiembre de 1655 - Bingenheim, 6 de septiembre de 1655).
- Guillermo (Bingenheim, 13 de agosto de 1656 - Bingenheim, 4 de septiembre de 1656).
- Hijo nonato (23 de junio de 1657).
- Carlos Guillermo (Bingenheim, 6 de mayo de 1658 - Bingenheim, 13 de diciembre de 1658).
- Felipe (Bingenheim, 20 de junio de 1659 - Bingenheim, 6 de octubre de 1659).
- Magdalena Sofía (Bingenheim, 24 de abril de 1660 - Braunfels, 22 de marzo de 1720), se casó con Guillermo Mauricio, conde de Solms-Braunfels; entre sus hijos: Cristina Carlota de Solms-Braunfels y Federico Guillermo, príncipe de Solms-Braunfels.
- Hijo nonato (7 de junio de 1661).
- Federico Guillermo (Bingenheim, 29 de noviembre de 1662 - Homburg, 5 de marzo de 1663).
- Hijo nonato (7 de octubre de 1663).

- Datos: Q442242
- Multimedia: Sophie Eleonore of Hesse-Darmstadt / Q442242